# Málmey
Málmey è un'isola disabitata al largo della costa settentrionale dell'Islanda, ed è una delle tre isole del fiordo di Skagafjörður, insieme a Drangey e Lundey. È situata sul lato orientale del fiordo. Málmey è lunga circa 4 km e larga circa 1 km, restringendosi sia alla punta settentrionale che a quella meridionale. Su ogni lato la costa è alta e a picco, e l'isola raggiunge l'elevazione di 156 m sul livello del mare nella parte settentrionale.
Sul lato sudorientale dell'isola è collocato un faro costruito nel 1937. L'isola è stata abitata fino al 1950, quando un incendio ha distrutto la fattoria che ospitava 14 persone, ed è rimasta disabitata sin da allora. Málmey è attualmente di proprietà dell'Autorità portuale e dei fari islandese, ed è raggiungibile solo via barca.
Málmey compare nella Sturlunga saga. È il luogo dove, nel 1221, il vescovo Guðmundur Arason si rifugia per sfuggire a Tumi Sighvatsson e i suoi uomini, che minacciavano di ucciderlo. Guðmundur lasciò l'isola il giorno di Pasqua, dopo che Tumi Sighvatsson fu ucciso dai suoi seguaci.